# Acetylace

Acetylací kyseliny salicylové vznikne aspirin

Acetylace (nebo v IUPAC nomenklatuře ethanoylace) je chemická reakce, která přidává
acetylovou funkční skupinu do organické sloučeniny.
Deacetylace je odstranění acetylové skupiny.
Jde o proces zavedení acetylové skupiny (vedoucí ke vzniku acetoxo skupiny) do sloučeniny, konkrétněji substituce acetylové skupiny místo aktivního vodíkového atomu. Reakce, která zahrnuje nahrazení vodíkového atomu z hydroxylové skupiny pomocí acetylové skupiny (CH3CO), vytvoří konkrétní ester, acetát. Acetanhydrid, který se obecně používá jako acetylující činidlo, reaguje s volnou hydroxylovou skupinou. Využívá se např. při syntéze aspirinu.